# گمینا خوژله
گمینا خوژله (به لهستانی:  Gmina Chorzele) یک گمینا در لهستان است که در شهرستان پژاسنش واقع شده‌است. گمینا خوژله ۳۷۱٫۵۳ کیلومتر مربع مساحت و ۱۰٬۲۳۵ نفر جمعیت دارد.